# NGC 3284
NGC 3284 (również NGC 3286 lub PGC 31433) – galaktyka eliptyczna (E), znajdująca się w gwiazdozbiorze Wielkiej Niedźwiedzicy.
Odkrył ją William Herschel 8 kwietnia 1793 roku. Następnej nocy obserwował ją ponownie, a ponieważ obliczona przez niego na podstawie tej obserwacji pozycja obiektu nieco różniła się od tej wyliczonej poprzedniej nocy, skatalogował ją po raz drugi jako nowo odkryty obiekt. Te dwie obserwacje Herschela John Dreyer umieścił w swoim katalogu jako NGC 3284 i NGC 3286.